# Gina Burileanu

Călătoria întreprinsă de Gina Burileanu

Gina Burileanu este o femeie faimoasă din perioada interbelică, fiica unui marinar, cunoscută pentru călătoria sa cu bicicleta din anul 1928, în jurul Europei. 
Este prima femeie din lume care a făcut, pe bicicletă, turul continentului.
Pe parcursul călătoriei a străbătut o distanță de 20.000 de kilometri și a tranzitat următoarele țări: Polonia, Ungaria, Cehoslovacia, Letonia, Estonia, Finlanda, Suedia, Danemarca, Germania, Olanda, Belgia, Franța, Spania, Italia, Grecia și Turcia.